# Serie A2 2013-2014 (pallavolo femminile)
La Serie A2 2013-2014 si è svolta dal 20 ottobre 2013 al 14 maggio 2014: al torneo hanno partecipato dodici squadre di club italiane.

## Regolamento

### Formula
Le squadre hanno disputato un girone all'italiana, con gare di andata e ritorno, per un totale di ventidue giornate; al termine della regular season:
- La prima classificata è promossa in Serie A1.
- Le classificate dal secondo al settimo posto hanno acceduto ai play-off promozione, strutturati in quarti di finale, a cui hanno preso parte solo le classificate dal quarto al settimo posto e giocati con gare di andata e ritorno (ad ogni gara è assegnato il punteggio come in una normale partita di regular season ed in caso di parità di punti è disputato un golden set), semifinali e finale, entrambe giocate al meglio di due vittorie su tre gare: la vincitrice è promossa in Serie A1.
- Le ultime due classificate sono retrocesse in Serie B1[2].

### Criteri di classifica
Se il risultato finale è stato di 3-0 o 3-1 sono stati assegnati 3 punti alla squadra vincente e 0 a quella sconfitta, se il risultato finale è stato di 3-2 sono stati assegnati 2 punti alla squadra vincente e 1 a quella sconfitta.
L'ordine del posizionamento in classifica è stato definito in base a:
- Punti;
- Numero di partite vinte;
- Ratio dei set vinti/persi;
- Ratio dei punti realizzati/subiti.

## Squadre partecipanti
Le squadre neopromosse dalla Serie B1 sono state la New Libertas, il Pro Victoria, il Towers e il Viserba, vincitrici dei play-off promozione, mentre le squadre retrocesse dalla Serie A1 sono state il Crema e l'Universal Modena.
Delle squadre aventi il diritto di partecipazione:
- Il Casalmaggiore e l'IHF sono state ripescate in Serie A1.
- Il Crema, il Terre Verdiane, l'Universal Modena, il Verona e il Viserba hanno rinunciato all'iscrizione.

Per integrare l'organico delle squadre sono state ripescate la Beng Rovigo, il Neruda e la Savino Del Bene.
| Club            | Stagione | Città                       | Impianto               | Stagione precedente                                             |
| --------------- | -------- | --------------------------- | ---------------------- | --------------------------------------------------------------- |
| Antares         | dettagli | Sala Consilina              | PalaPozzillo           | 10ª in Serie A2                                                 |
| Beng Rovigo     | dettagli | Rovigo                      | Palazzetto dello Sport | 8ª in Serie B1 (girone B)                                       |
| Cadelbosco      | dettagli | Cadelbosco di Sopra         | PalaRivalta            | 9ª in Serie A2                                                  |
| Flero           | dettagli | Flero                       | PalaGeorge             | 12ª in Serie A2                                                 |
| Neruda          | dettagli | Bronzolo                    | PalaResia              | 1ª in Serie B1 (girone B); finale play-off promozione           |
| New Libertas    | dettagli | Gricignano di Aversa        | PalaPuca               | 1ª in Serie B1 (girone D); vincitrice play-off promozione       |
| Pro Victoria    | dettagli | Monza                       | Palazzetto dello Sport | 1ª in Serie B1 (girone A); vincitrice play-off promozione       |
| San Casciano    | dettagli | San Casciano in Val di Pesa | Palazzetto dello Sport | 8ª in Serie A2                                                  |
| Savino Del Bene | dettagli | Scandicci                   | Palazzetto dello Sport | 2ª in Serie B1 (girone C); quarti di finale play-off promozione |
| Soverato        | dettagli | Soverato                    | PalaScoppa             | 6ª in Serie A2; quarti di finale play-off promozione            |
| Towers          | dettagli | Breganze                    | PalaCampagnola         | 2ª in Serie B1 (girone B); vincitrice play-off promozione       |
| Villanterio     | dettagli | Pavia                       | PalaRavizza            | 5ª in Serie A2; semifinali play-off promozione                  |

## Torneo

### Regular season

#### Risultati
| Prima giornata |                            |     |                                  |
|                |                            |     |                                  |
| 19-10          | Villanterio - New Libertas | 3-0 | 25-22, 25-22, 25-20              |
| 20-10          | Pro Victoria - Soverato    | 3-0 | 25-18, 25-22, 25-22              |
| 20-10          | Flero - Savino Del Bene    | 3-0 | 30-28, 25-9, 25-22               |
| 20-10          | San Casciano - Beng Rovigo | 2-3 | 25-20, 16-25, 16-25, 25-22, 7-15 |
| 20-10          | Neruda - Cadelbosco        | 3-0 | 25-19, 25-16, 25-19              |
| 20-10          | Towers - Antares           | 3-0 | 25-16, 25-16, 25-22              |

| Seconda giornata |                               |     |                                   |
|                  |                               |     |                                   |
| 27-10            | Savino Del Bene - Villanterio | 3-2 | 25-22, 19-25, 25-21, 25-27, 15-8  |
| 27-10            | Soverato - Towers             | 3-2 | 25-14, 18-25, 25-18, 22-25, 15-13 |
| 27-10            | Beng Rovigo - Flero           | 3-0 | 27-25, 25-23, 25-21               |
| 27-10            | Cadelbosco - San Casciano     | 0-3 | 21-25, 22-25, 17-25               |
| 27-10            | Antares - Neruda              | 1-3 | 26-24, 21-25, 14-25, 17-25        |
| 27-10            | New Libertas - Pro Victoria   | 0-3 | 22-25, 20-25, 15-25               |

| Terza giornata |                            |     |                                   |
|                |                            |     |                                   |
| 03-11          | Towers - Villanterio       | 2-3 | 25-15, 25-27, 25-20, 20-25, 13-15 |
| 03-11          | Soverato - New Libertas    | 3-0 | 26-24, 29-27, 25-14               |
| 03-11          | Flero - Cadelbosco         | 3-0 | 25-19, 25-20, 25-22               |
| 03-11          | San Casciano - Antares     | 3-0 | 25-16, 25-16, 26-24               |
| 02-11          | Pro Victoria - Beng Rovigo | 3-2 | 25-19, 16-25, 20-25, 25-22, 15-13 |
| 03-11          | Neruda - Savino Del Bene   | 0-3 | 20-25, 19-25, 20-25               |

| Quarta giornata |                                |     |                                   |
|                 |                                |     |                                   |
| 24-11           | Villanterio - Neruda           | 3-2 | 25-20, 25-23, 21-25, 24-26, 15-10 |
| 24-11           | Beng Rovigo - Soverato         | 1-3 | 18-25, 25-19, 17-25, 17-25        |
| 24-11           | Towers - Flero                 | 0-3 | 23-25, 16-25, 15-25               |
| 24-11           | San Casciano - New Libertas    | 3-1 | 24-26, 25-19, 25-15, 25-16        |
| 24-11           | Antares - Cadelbosco           | 3-1 | 28-30, 25-20, 25-22, 25-21        |
| 24-11           | Pro Victoria - Savino Del Bene | 3-2 | 25-20, 25-14, 16-25, 23-25, 16-14 |

| Quinta giornata |                                |     |                                   |
|                 |                                |     |                                   |
| 01-12           | Soverato - Villanterio         | 3-1 | 39-41, 25-22, 25-20, 25-23        |
| 01-12           | Antares - Flero                | 1-3 | 25-20, 22-25, 17-25, 20-25        |
| 01-12           | Savino Del Bene - San Casciano | 1-3 | 17-25, 24-26, 25-19, 21-25        |
| 01-12           | Cadelbosco - Towers            | 0-3 | 18-25, 18-25, 21-25               |
| 01-12           | Neruda - Pro Victoria          | 1-3 | 17-25, 27-29, 25-16, 18-25        |
| 01-12           | New Libertas - Beng Rovigo     | 2-3 | 25-19, 20-25, 30-28, 17-25, 11-15 |

| Sesta giornata |                              |     |                                   |
|                |                              |     |                                   |
| 08-12          | Villanterio - Pro Victoria   | 2-3 | 25-19, 22-25, 20-25, 25-19, 14-16 |
| 08-12          | Flero - Soverato             | 3-0 | 25-18, 25-21, 25-14               |
| 08-12          | San Casciano - Neruda        | 3-2 | 25-15, 19-25, 25-12, 23-25, 15-8  |
| 08-12          | Cadelbosco - Savino Del Bene | 3-2 | 17-25, 25-17, 16-25, 25-15, 15-12 |
| 08-12          | Beng Rovigo - Antares        | 3-0 | 25-20, 25-18, 25-22               |
| 08-12          | Towers - New Libertas        | 2-3 | 25-23, 25-21, 21-25, 23-25, 12-15 |

| Settima giornata |                            |     |                                  |
|                  |                            |     |                                  |
| 15-12            | Villanterio - San Casciano | 3-1 | 21-25, 25-22, 25-21, 26-24       |
| 15-12            | Soverato - Cadelbosco      | 3-1 | 25-18, 19-25, 25-19, 25-19       |
| 15-12            | New Libertas - Flero       | 1-3 | 24-26, 25-22, 20-25, 15-25       |
| 15-12            | Savino Del Bene - Antares  | 2-3 | 25-15, 18-25, 18-25, 25-19, 6-15 |
| 15-12            | Pro Victoria - Towers      | 3-1 | 25-20, 26-24, 21-25, 27-25       |
| 15-12            | Neruda - Beng Rovigo       | 3-0 | 25-14, 26-24, 25-12              |

| Ottava giornata |                             |     |                                   |
|                 |                             |     |                                   |
| 22-12           | Rovigo - Villanterio        | 3-0 | 25-20, 25-17, 25-18               |
| 22-12           | Antares - Soverato          | 1-3 | 23-25, 21-25, 25-17, 22-25        |
| 22-12           | Flero - Neruda              | 3-1 | 25-20, 17-25, 25-17, 25-21        |
| 22-12           | San Casciano - Pro Victoria | 3-0 | 25-18, 25-18, 25-14               |
| 22-12           | Cadelbosco - New Libertas   | 2-3 | 26-24, 22-25, 22-25, 25-19, 10-15 |
| 22-12           | Towers - Savino Del Bene    | 1-3 | 25-23, 20-25, 17-25, 15-25        |

| Nona giornata |                               |     |                                  |
|               |                               |     |                                  |
| 26-12         | Villanterio - Flero           | 2-3 | 25-13, 22-25, 25-17, 22-25, 7-15 |
| 26-12         | Soverato - San Casciano       | 0-3 | 24-26, 22-25, 21-25              |
| 26-12         | Pro Victoria - Cadelbosco     | 3-1 | 25-19, 29-27, 24-26, 25-23       |
| 26-12         | New Libertas - Antares        | 1-3 | 25-20, 17-25, 13-25, 22-25       |
| 26-12         | Neruda - Towers               | 2-3 | 25-20, 25-21, 24-26, 25-27, 7-15 |
| 26-12         | Savino Del Bene - Beng Rovigo | 1-3 | 22-25, 25-14, 25-27, 22-25       |

| Decima giornata |                                |     |                                   |
|                 |                                |     |                                   |
| 06-01           | Antares - Villanterio          | 1-3 | 22-25, 16-25, 25-10, 22-25        |
| 06-01           | Neruda - Soverato              | 1-3 | 18-25, 25-23, 20-25, 21-25        |
| 06-01           | Flero - Pro Victoria           | 3-1 | 25-20, 23-25, 25-23, 27-25        |
| 06-01           | Towers - San Casciano          | 3-0 | 25-15, 25-23, 25-20               |
| 06-01           | Cadelbosco - Beng Rovigo       | 3-2 | 28-26, 16-25, 25-18, 21-25, 16-14 |
| 06-01           | Savino Del Bene - New Libertas | 3-1 | 25-18, 29-27, 23-25, 25-16        |

| Undicesima giornata |                            |     |                                   |
|                     |                            |     |                                   |
| 11-01               | Villanterio - Cadelbosco   | 3-0 | 25-16, 25-17, 25-23               |
| 12-01               | Soverato - Savino Del Bene | 3-0 | 25-15, 25-18, 25-19               |
| 12-01               | San Casciano - Flero       | 3-1 | 26-24, 25-21, 21-25, 25-22        |
| 12-01               | Antares - Pro Victoria     | 3-2 | 25-22, 25-27, 25-21, 27-29, 15-10 |
| 12-01               | New Libertas - Neruda      | 3-0 | 25-19, 25-22, 25-22               |
| 12-01               | Beng Rovigo - Towers       | 3-1 | 25-19, 19-25, 25-16, 25-22        |

| Dodicesima giornata |                            |     |                            |
|                     |                            |     |                            |
| 26-01               | New Libertas - Villanterio | 3-1 | 20-25, 25-17, 25-19, 25-21 |
| 26-01               | Soverato - Pro Victoria    | 3-1 | 25-18, 16-25, 25-18, 25-19 |
| 26-01               | Savino Del Bene - Flero    | 3-0 | 25-22, 25-22, 25-23        |
| 26-01               | Beng Rovigo - San Casciano | 0-3 | 23-25, 21-25, 21-25        |
| 26-01               | Cadelbosco - Neruda        | 1-3 | 26-24, 26-28, 22-25, 18-25 |
| 26-01               | Antares - Towers           | 1-3 | 23-25, 22-25, 25-22, 22-25 |

| Tredicesima giornata |                               |     |                                  |
|                      |                               |     |                                  |
| 01-02                | Villanterio - Savino Del Bene | 0-3 | 23-25, 22-25, 24-26              |
| 01-02                | Towers - Soverato             | 3-2 | 17-25, 23-25, 28-26, 25-21, 15-6 |
| 02-02                | Flero - Beng Rovigo           | 3-0 | 25-21, 25-16, 25-18              |
| 02-02                | San Casciano - Cadelbosco     | 3-2 | 25-18, 23-25, 26-28, 25-13, 15-8 |
| 02-02                | Neruda - Antares              | 3-1 | 25-19, 25-23, 21-25, 25-20       |
| 02-02                | Pro Victoria - New Libertas   | 3-0 | 25-22, 25-20, 25-19              |

| Quattordicesima giornata |                            |     |                                  |
|                          |                            |     |                                  |
| 09-02                    | Villanterio - Towers       | 3-0 | 25-22, 25-12, 25-21              |
| 09-02                    | New Libertas - Soverato    | 0-3 | 26-28, 19-25, 12-25              |
| 09-02                    | Cadelbosco - Flero         | 0-3 | 16-25, 22-25, 18-25              |
| 09-02                    | Antares - San Casciano     | 1-3 | 21-25, 22-25, 25-21, 23-25       |
| 09-02                    | Beng Rovigo - Pro Victoria | 3-2 | 23-25, 22-25, 25-13, 25-23, 15-8 |
| 09-02                    | Savino Del Bene - Neruda   | 3-0 | 25-15, 25-18, 25-22              |

| Quindicesima giornata |                                |     |                                   |
|                       |                                |     |                                   |
| 16-02                 | Neruda - Villanterio           | 3-0 | 25-17, 27-25, 25-20               |
| 16-02                 | Soverato - Beng Rovigo         | 3-2 | 23-25, 26-24, 25-18, 15-25, 16-14 |
| 15-02                 | Flero - Towers                 | 3-0 | 25-16, 25-14, 25-16               |
| 16-02                 | New Libertas - San Casciano    | 2-3 | 26-24, 20-25, 26-28, 25-22, 8-15  |
| 16-02                 | Cadelbosco - Antares           | 3-0 | 25-12, 25-18, 28-26               |
| 16-02                 | Savino Del Bene - Pro Victoria | 3-2 | 25-23, 13-25, 25-22, 21-25, 15-8  |

| Sedicesima giornata |                                |     |                                   |
|                     |                                |     |                                   |
| 02-03               | Villanterio - Soverato         | 3-2 | 24-26, 20-25, 25-12, 25-20, 15-8  |
| 02-03               | Flero - Antares                | 3-0 | 25-9, 25-16, 26-24                |
| 02-03               | San Casciano - Savino Del Bene | 3-0 | 25-16, 25-22, 25-21               |
| 02-03               | Towers - Cadelbosco            | 1-3 | 20-25, 25-21, 20-25, 22-25        |
| 01-03               | Pro Victoria - Neruda          | 2-3 | 22-25, 25-23, 25-15, 22-25, 15-17 |
| 02-03               | Beng Rovigo - New Libertas     | 3-0 | 25-20, 25-23, 25-21               |

| Diciassettesima giornata |                              |     |                            |
|                          |                              |     |                            |
| 09-03                    | Pro Victoria - Villanterio   | 1-3 | 25-20, 22-25, 20-25, 21-25 |
| 09-03                    | Soverato - Flero             | 0-3 | 18-25, 16-25, 21-25        |
| 09-03                    | Neruda - San Casciano        | 1-3 | 23-25, 18-25, 25-23, 18-25 |
| 09-03                    | Savino Del Bene - Cadelbosco | 3-0 | 26-24, 25-22, 25-22        |
| 09-03                    | Antares - Beng Rovigo        | 3-0 | 25-16, 25-22, 27-25        |
| 09-03                    | New Libertas - Towers        | 1-3 | 25-21, 19-25, 20-25, 13-25 |

| Diciottesima giornata |                            |     |                                   |
|                       |                            |     |                                   |
| 16-03                 | San Casciano - Villanterio | 3-1 | 25-14, 25-19, 16-25, 25-20        |
| 16-03                 | Cadelbosco - Soverato      | 3-2 | 17-25, 25-18, 23-25, 25-19, 15-9  |
| 16-03                 | Flero - New Libertas       | 3-0 | 25-17, 25-15, 25-13               |
| 16-03                 | Antares - Savino Del Bene  | 1-3 | 25-21, 19-25, 18-25, 18-25        |
| 16-03                 | Towers - Pro Victoria      | 3-0 | 25-23, 25-18, 25-19               |
| 16-03                 | Beng Rovigo - Neruda       | 2-3 | 22-25, 19-25, 25-23, 25-22, 13-15 |

| Diciannovesima giornata |                             |     |                                   |
|                         |                             |     |                                   |
| 23-03                   | Villanterio - Rovigo        | 3-1 | 25-27, 25-16, 25-17, 25-19        |
| 23-03                   | Soverato - Antares          | 3-0 | 25-19, 25-16, 25-22               |
| 23-03                   | Neruda - Flero              | 2-3 | 25-23, 27-25, 18-25, 14-25, 13-15 |
| 23-03                   | Pro Victoria - San Casciano | 3-1 | 25-17, 13-25, 25-21, 25-23        |
| 23-03                   | New Libertas - Cadelbosco   | 0-3 | 22-25, 26-28, 23-25               |
| 23-03                   | Savino Del Bene - Towers    | 1-3 | 17-25, 25-19, 17-25, 17-25        |

| Ventesima giornata |                               |     |                                   |
|                    |                               |     |                                   |
| 30-03              | Flero - Villanterio           | 3-1 | 25-23, 22-25, 28-26, 25-22        |
| 30-03              | San Casciano - Soverato       | 2-3 | 22-25, 25-23, 25-19, 16-25, 13-15 |
| 30-03              | Cadelbosco - Pro Victoria     | 2-3 | 22-25, 28-26, 25-16, 21-25, 11-15 |
| 30-03              | Antares - New Libertas        | 1-3 | 24-26, 17-25, 25-22, 21-25        |
| 29-03              | Towers - Neruda               | 1-3 | 14-25, 25-16, 20-25, 17-25        |
| 30-03              | Beng Rovigo - Savino Del Bene | 3-0 | 25-23, 25-17, 25-22               |

| Ventunesima giornata |                                |     |                                   |
|                      |                                |     |                                   |
| 06-04                | Villanterio - Antares          | 3-0 | 26-24, 25-15, 25-22               |
| 06-04                | Soverato - Neruda              | 3-0 | 25-12, 25-14, 25-17               |
| 06-04                | Pro Victoria - Flero           | 3-2 | 13-25, 25-27, 25-16, 25-23, 19-17 |
| 06-04                | San Casciano - Towers          | 3-0 | 25-20, 26-24, 25-18               |
| 06-04                | Beng Rovigo - Cadelbosco       | 2-3 | 25-20, 18-25, 25-22, 12-25, 12-15 |
| 06-04                | New Libertas - Savino Del Bene | 3-0 | 27-25, 25-19, 25-23               |

| Ventiduesima giornata |                            |     |                                   |
|                       |                            |     |                                   |
| 13-04                 | Cadelbosco - Villanterio   | 3-0 | 25-16, 25-16, 25-17               |
| 13-04                 | Savino Del Bene - Soverato | 3-0 | 25-15, 25-14, 25-19               |
| 13-04                 | Flero - San Casciano       | 3-1 | 25-20, 25-14, 19-25, 25-19        |
| 13-04                 | Pro Victoria - Antares     | 3-1 | 25-15, 23-25, 25-20, 25-21        |
| 13-04                 | Neruda - New Libertas      | 3-0 | 25-17, 25-18, 25-19               |
| 13-04                 | Towers - Beng Rovigo       | 3-2 | 25-27, 25-22, 25-23, 21-25, 16-14 |

#### Classifica
| Pos. | Squadra         | Pt | G  | V  | P  | SV | SP | Ratio | PF    | PS    | Ratio |
| ---- | --------------- | -- | -- | -- | -- | -- | -- | ----- | ----- | ----- | ----- |
| 1.   | Flero           | 53 | 22 | 18 | 4  | 57 | 22 | 2,590 | 1 879 | 1 605 | 1,170 |
| 2.   | San Casciano    | 47 | 22 | 16 | 6  | 55 | 30 | 1,833 | 1 943 | 1 777 | 1,093 |
| 3.   | Soverato        | 42 | 22 | 14 | 8  | 48 | 36 | 1,333 | 1 858 | 1 793 | 1,036 |
| 4.   | Pro Victoria    | 38 | 22 | 13 | 9  | 50 | 42 | 1,190 | 2 018 | 2 013 | 1,002 |
| 5.   | Savino Del Bene | 34 | 22 | 11 | 11 | 42 | 40 | 1,050 | 1 796 | 1 779 | 1,009 |
| 6.   | Villanterio     | 33 | 22 | 11 | 11 | 43 | 43 | 1,000 | 1 906 | 1 894 | 1,006 |
| 7.   | Beng Rovigo     | 33 | 22 | 10 | 12 | 44 | 44 | 1,000 | 1 905 | 1 910 | 0,997 |
| 8.   | Neruda          | 32 | 22 | 10 | 12 | 42 | 44 | 0,954 | 1 856 | 1 888 | 0,983 |
| 9.   | Towers          | 30 | 22 | 10 | 12 | 41 | 45 | 0,911 | 1 858 | 1 889 | 0,983 |
| 10.  | Cadelbosco      | 23 | 22 | 8  | 14 | 34 | 51 | 0,666 | 1 820 | 1 910 | 0,952 |
| 11.  | New Libertas    | 18 | 22 | 6  | 16 | 27 | 54 | 0,500 | 1 708 | 1 912 | 0,893 |
| 12.  | Antares         | 13 | 22 | 5  | 17 | 25 | 57 | 0,438 | 1 740 | 1 917 | 0,907 |

      Promossa in Serie A1.
      Qualificata alle semifinali play-off scudetto.
      Qualificata ai quarti di finale play-off scudetto.
      Retrocessa in Serie B1.

### Play-off promozione

#### Tabellone
|  | Quarti di finale | Quarti di finale | Quarti di finale | Quarti di finale |  |  | Semifinali | Semifinali      | Semifinali | Semifinali | Semifinali |  |   | Finale       | Finale       | Finale | Finale | Finale |
|  |                  |                  |                  |                  |  |  |            |                 |            |            |            |  |   |              |              |        |        |        |
|  |                  |                  |                  |                  |  |  | 2          | San Casciano    | 3          | 3          |            |  |   |              |              |        |        |        |
|  |                  |                  |                  |                  |  |  | 2          | San Casciano    | 3          | 3          |            |  |   |              |              |        |        |        |
|  |                  |                  |                  |                  |  |  | 5          | Savino Del Bene | 0          | 1          |            |  |   |              |              |        |        |        |
|  | 6                | Villanterio      | 0                | 3                |  |  | 5          | Savino Del Bene | 0          | 1          |            |  |   |              |              |        |        |        |
|  | 6                | Villanterio      | 0                | 3                |  |  |            |                 |            |            |            |  |   |              |              |        |        |        |
|  | 5                | Savino Del Bene  | 3                | 2                |  |  |            |                 |            |            |            |  |   |              |              |        |        |        |
|  | 5                | Savino Del Bene  | 3                | 2                |  |  |            |                 |            |            |            |  | 2 | San Casciano | 2            | 3      | 3      |        |
|  |                  |                  |                  |                  |  |  |            |                 |            |            |            |  | 2 | San Casciano | 2            | 3      | 3      |        |
|  |                  |                  |                  |                  |  |  |            |                 |            |            |            |  |   | 4            | Pro Victoria | 3      | 2      | 0      |
|  |                  |                  |                  |                  |  |  |            |                 |            |            |            |  |   | 4            | Pro Victoria | 3      | 2      | 0      |
|  |                  |                  |                  |                  |  |  |            |                 |            |            |            |  |   |              |              |        |        |        |
|  |                  |                  |                  |                  |  |  |            |                 |            |            |            |  |   |              |              |        |        |        |
|  |                  |                  |                  |                  |  |  | 3          | Soverato        | 2          | 3          | 1          |  |   |              |              |        |        |        |
|  |                  |                  |                  |                  |  |  | 3          | Soverato        | 2          | 3          | 1          |  |   |              |              |        |        |        |
|  |                  |                  |                  |                  |  |  | 4          | Pro Victoria    | 3          | 0          | 3          |  |   |              |              |        |        |        |
|  | 7                | Beng Rovigo      | 3                | 1                |  |  | 4          | Pro Victoria    | 3          | 0          | 3          |  |   |              |              |        |        |        |
|  | 7                | Beng Rovigo      | 3                | 1                |  |  |            |                 |            |            |            |  |   |              |              |        |        |        |
|  | 4                | Pro Victoria     | 2                | 3                |  |  |            |                 |            |            |            |  |   |              |              |        |        |        |
|  | 4                | Pro Victoria     | 2                | 3                |  |  |            |                 |            |            |            |  |   |              |              |        |        |        |

#### Risultati

##### Quarti di finale
| Gara 1 |                               |     |                                   |
|        |                               |     |                                   |
| 16-04  | Beng Rovigo - Pro Victoria    | 3-2 | 16-25, 27-25, 25-23, 22-25, 15-10 |
| 16-04  | Villanterio - Savino Del Bene | 0-3 | 23-25, 18-25, 15-25               |

| Gara 2 |                               |     |                                   |
|        |                               |     |                                   |
| 19-04  | Pro Victoria - Beng Rovigo    | 3-1 | 25-16, 23-25, 25-14, 25-18        |
| 19-04  | Savino Del Bene - Villanterio | 2-3 | 25-23, 25-21, 21-25, 22-25, 13-15 |

##### Semifinali
| Gara 1 |                                |     |                                   |
|        |                                |     |                                   |
| 27-04  | San Casciano - Savino Del Bene | 3-0 | 25-20, 25-14, 25-16               |
| 27-04  | Soverato - Pro Victoria        | 2-3 | 21-25, 25-11, 25-20, 20-25, 12-15 |

| Gara 2 |                                |     |                            |
|        |                                |     |                            |
| 01-05  | Savino Del Bene - San Casciano | 1-3 | 25-18, 25-27, 15-25, 19-25 |
| 01-05  | Pro Victoria - Soverato        | 0-3 | 19-25, 24-26, 22-25        |

| Gara 3 |                         |     |                            |
|        |                         |     |                            |
| 04-05  | Soverato - Pro Victoria | 1-3 | 25-20, 14-25, 24-26, 16-25 |

##### Finale
| Gara 1 |                             |     |                                  |
|        |                             |     |                                  |
| 08-05  | San Casciano - Pro Victoria | 2-3 | 26-28, 25-21, 20-25, 25-17, 8-15 |

| Gara 2 |                             |     |                                   |
|        |                             |     |                                   |
| 11-05  | Pro Victoria - San Casciano | 2-3 | 23-25, 25-19, 25-18, 17-25, 17-19 |

| Gara 3 |                             |     |                     |
|        |                             |     |                     |
| 14-05  | San Casciano - Pro Victoria | 3-0 | 25-14, 25-19, 25-23 |

## Statistiche
| Rendimento individuale | Rendimento individuale | Rendimento individuale | Rendimento individuale |
| Pos.                   | Nome                   | Punti                  | Squadra                |
| ---------------------- | ---------------------- | ---------------------- | ---------------------- |
| 1                      | Elena Koleva           | 408                    | San Casciano           |
| 2                      | Valeria Papa           | 378                    | Neruda                 |
| 3                      | Joanna Frąckowiak      | 376                    | Villanterio            |
| 4                      | Marta Agostinetto      | 376                    | Beng Rovigo            |
| 5                      | Bernadett Dékány       | 363                    | Antares                |
| 6                      | Giulia Pascucci        | 359                    | New Libertas           |
| 7                      | Marika Bonetti         | 346                    | Pro Victoria           |
| 8                      | Laura Saccomani        | 318                    | Flero                  |
| 9                      | Natalia Viganò         | 307                    | Pro Victoria           |
| 10                     | Isabella Milocco       | 294                    | Towers                 |

NB: I dati sono riferiti esclusivamente alla regular season.